# Масовна пуцњава током конгресне игре бејзбола 2017.
Масовна пуцњава током конгресне игре бејзбола 2017. догодила се 14. јуна 2017. током тренинга за годишњу Конгресну бејзбол утакмицу у Александрији, Вирџинија. Шездесетшестогодишњи Џејмс Хоџкинсон упуцао је шест људи, укључујући партијског лидера Представничког дома Конгреса САД Стива Скализа, полицајца америчке капитолске полиције Кристал Гринер, помоћника Конгреса Зака Барта и лобисту Мета Мика. Размена ватре између Хоџкинсона и полицајаца Капитола и полиције Александрије трајале је 10 минута и завршила се тако што су полицајци упуцали Хоџкинсона, који је преминуо од задобијених рана касније тог дана у Универзитетској болници Џорџ Вашингтон. Скализ и Мика су пребачени у оближње болнице где су оперисани.
Хоџкинсон је био левичарски активиста из Белвила, Илиноис, а досијеом насиља у породици, док је Скализ био члан Конгреса Републиканске странке. Државни тужилац Вирџиније закључио је да је Хоџкинсонов напад „чин тероризма... подстакнут бесом против републиканских законодаваца“. Скализ је био први седећи члан Конгреса који је упуцан од демократске представнице Аризоне Габи Гифордс која је рањена у пуцњави у Тусону 2011. године. У извештају из 2021, ФБИ је пуцњаву класификовао као акт домаћег тероризма, а починиоца пуцњаве као „домаћег насилног екстремисту” са „персонализованом насилном идеологијом”.

## Позадина
Пуцњава се догодила 14. јуна 2017. у парку стадиона Јуџин Симпсон у Александрији, Вирџинија, преко реке Потомак из Вашингтона, округ Колумбија. Тог дана, 24 републиканска конгресмена окупила су се у парку да се припреме за Конгресну бејзбол утакмицу у добротворне сврхе, годишњи, двопартијски догађај први пут одржан 1909. године.
Међу онима на тренингу, осим Скализа, били су сенатори Ренд Пол и Џеф Флејк, и представници Роџер Вилијамс (тренер тима), Чак Флајшман, Трент Кели, Мо Брукс, Бред Венструп, Родни Дејвис, Џеф Данкан, Џек Бергман, Мајк Бишоп и Џо Бартон (менаџер тима).
Пре утакмице, републиканци су одржавали тренинге свако јутро у исто време и на истом месту. Тим је почео са тренингом око 6:30 ујутру тог дана. Према речима представника Рона ДеСантиса и Џефа Данкана, пре пуцњаве на тренингу им је пришао човек који је питао да ли републиканци или демократе вежбају на терену. Данкан је наводно одговорио да је то републикански тим. ДеСантис је касније рекао новинарима да и он и Данкан верују да је тај мушкарац починилац пуцњаве, Џејмс Хоџкинсон. Три полицајца америчког Капитола била су присутна на тренингу ради заштите Скализа, који је, због своје руководеће позиције у Дому, имао стално обезбеђење додељено да га штити. Тог дана су постављени иза рупе прве базе на терену.

## Пуцњава
Тренинг је трајао око пола сата када је Џејмс Хоџкинсон почео да пуца. Према полицији Капитола, он је био наоружан пушком СКС и пиштољем Смит и Весон калибра 9 мм, које је оба легално купио. Није јасно да ли је Хоџкинсон користио пиштољ током напада. Када је Хоџкинсон отворио ватру, два полицајца, Дејвид Бејли и Кристал Гринер, појурила су на терен да заштите конгресмене и остале цивиле. Хоџкинсон је тражио заклон иза треће рупе базе док га је трећи полицајац Капитола, Хенри Кабрера, нанишанио иза прве базе. У 7:09 ујутру, Александријска полиција је примила позив о испаљеним хицима. Два полицајца су стигла у року од три минута и такође су умешала у пуцњаву. Сведоци процењују да је испаљено између 50 и 100 хитаца током пуцњаве, која је трајала око 10 минута пре него што су Хоџкинсона смртно ранили полицајци Александрије Никол Батаља, Александар Џенсен и Кевин Џобе и полицајци Капитола Бејли и Гринер.
Скализ, који је био на другој бази када је почела пуцњава, погођен је у кук и покушао је да изађе са терена. Док је пуцњава још трајала, представник Мо Брукс је искорио свој каиш као подвез да заустави крварење за службеника који је погођен у лист. Након што се пуцњава завршила, Брукс и представник Бред Венструп — педијатар и резервиста америчке војске који је служио у 344. болници за борбену подршку — успели су да помогну Скализу. Неколико сведока је рекло да им је животе спасило присуство полиције Капитола, која је тамо распоређена због Скализове позиције лидера већине у Дому. Полиција Капитола је одмах узвратила ватру Хоџкинсону и држала га прикованог, спречавајући га да настави да пуца на ненаоружане играче бејзбола. Представник Дејвис и сенатор Ренд Пол су одвојено рекли да би инцидент „био масакр“, да није било присуства полицајаца.

## Рањени
Скализ је погођен у кук и евакуисан је хеликоптером америчке полиције у МедСтар Вашингтон болнички центар, где је подвргнут операцији. Болница је известила да је метак, након што му је погодио кук, прошао преко карлице – ломећи кости, повређујући унутрашње органе и изазивајући тешко крварење. Његово стање је првобитно наведено као "критично". Добио је више трансфузија крви и извршено је неколико операција како би се зауставило унутрашње крварање. Његово стање је 17. јуна означено као „озбиљно“ Означено је као „добро“ 21. јуна  иако је поново примљен на интензивну негу 5. јула због забринутости за инфекцију.
Мет Мика, лобиста Тајсон Фудса, упуцан је више пута у груди и руку, повредивши плућа, грудну кост и ребра. Он је бивши играч бејзбола и бивши законодавни помоћник конгресмена Тима Волберга и Дејва Кампа, републиканаца из Мичигена. Болничари из Александријске ватрогасне службе означили су Мика као најтеже рањеног и он је колима хитне помоћи пребачен у Универзитетску болницу Џорџ Вашингтон где је оперисан због повреда. Био је у критичном стању одмах након операције. Дан након пуцњаве његово стање је кориговано са критичног на тешко. 23. јуна пуштен је из болнице
Дејвид Бејли и Кристал Гринер, двојица полицајаца Капитола који су били задужени да штите Скализа, повређени су. Гринер је погођен у скочни зглоб и хоспитализован је у, како је описано, добром стању. Бејли је збринут и пуштен након што је задобио лакшу повреду која није изазвана пуцњавом. Зек Барт, законодавни помоћник посланика Роџера Вилијамса из Тексаса, погођен је у лист. У болници му је указана помоћ и пуштен је. Представник Вилијамс, бивши играч Мушке лиге бејзбола и тренер републиканског тима, угануо је скочни зглоб док је скакао у рупу током напада како би избегао хитац. Неколико недеља је користио је штаке.

## Извршилац
Полиција је убица идентификовала као Џејмса Томаса Хоџкинсона (12. децембар 1950 – 14. јун 2017), стар 66 година, чије је последње стално пребивалиште било у Белвилу, Илиноис, где је живео до краја живота, упркос томе што је рођен у суседном Ист Сент Луису. Био је политички активан; према речима његовог бившег адвоката, он „никада није учинио ништа насилно“. У пуцњави је тешко повређен и превезен у Универзитетску болницу Џорџ Вашингтон, где је преминуо од задобијених повреда. Шериф округа Сент Клер, Илиноис, рекао је да су полицајци позвани у Хоџкинсонову кућу више пута у последњих 20 година. Његова прва оптужба датира из 1993. године када је оптужен за више саобраћајних прекршаја и вожњу у пијаном стању. Хоџкинсон је 2006. године оптужен да је тукао своју хранитељску ћерку и оптужен за насиље у породици, али је случај одбачен када је наводна жртва одлучила да не сведочи. Да је Хоџкинсон осуђен, не би могао da легално купи ватрено оружје.
У марту 2017. комшија је позвао полицију да се пожали да је Хоџкинсон пуцао из пушке на дрвеће у њиховој стамбеној четврти. Полицајци који су одговорили на позив проверили су Хоџкинсонову дозволу за оружје, затим су му саветовали да не пуца у том подручју, али га нису ухапсили. Хоџкинсон је поседовао фирму за кућну инспекцију којој је истекла лиценца у време пуцњаве. Истражитељи верују да је у време пуцњаве живео у комбију у Александрији око шест недеља. Сведоци кажу да је често паркирао комби у близини локалног спортског терена и да био је чест посетилац организације YMCA. Према Тиму Слатеру из ФБИ канцеларије на терену у Вашингтону, Хоџкинсону је „нестајало новца. Он није био запослен у време догађаја и тражио је неко локално запослење. Био је ожењен 30 година и Чини се да тај брак није ишао баш најбоље. То је био само образац живота у којем се могло рећи да ствари не иду добро.

### Мотиви
Хоџкинсон је учествовао у председничкој кампањи Бернија Сандерса 2016, а један од учесника кампање у Ајови га је описао као „тихог момка, веома благог, веома резервисаног“. Републикански конгресмен Мајк Бост, који представља Хоџкинсонов родни округ, рекао је да је Хоџкинсон десет пута контактирао његову канцеларију, али „никада са претњама, само љутњом“. Написао је 27 писама уреднику листа Belleville News-Democrat између марта 2008. и септембра 2012. о различитим политичким и економским темама, од којих су многа била антирепубликанска.
Хоџкинсон је 22. маја 2017. написао „Трамп је издајник. Трамп је уништио нашу демократију. Време је да се униште Трамп и компанија“ изнад његове објаве о петицији у којој се захтева „правно уклањање“ Доналда Трампа и потпредседника Мајка Пенса из кабинета због „издаје“. Припадао је бројним политичким Фејсбук групама, укључујући оне под називом „Укините републиканску партију“, „Пут до пакла је поплочан републиканцима“ и „Доналд Трамп није мој председник“. Очигледни утицај политичких стручњака на друштвене медије даје овом нападу барем привид политичког тероризма.
Федерални истражни биро (ФБИ), који је преузео истрагу, саопштио је 14. јуна да је прерано да се приписује мотив пуцњаве.  Поставио је захтев за јавну помоћ са „било каквим информацијама у вези са Хоџкинсоном“. Ју-Ес-Еј тудеј је 16. јуна известио, позивајући се на анонимни извор, да је ФБИ пронашао списак имена, укључујући имена републиканских конгресмена Мо Брукса, Џефа Данкана и Трента Франкса, у Хоџкинсоновом џепу. 21. јуна, агент ФБИ Тимоти Слејтер рекао је да су имена шест конгресмена написана на комаду папира пронађеном у ормарићу у Александрији који је изнајмљен Хоџкинсону. Он је рекао да се чини да то није листа мета и да је њен значај нејасан.

## Реакције
Напад је изазвао двостраначки одговор јер су многи политичари одмах писали поруке у којима су изразили свој бес због пуцњаве, жеље за опоравком повређених и захвалност полицији. Вест о пуцњави и повредама брзо је стигла до играча бејзбола Демократског конгреса, који су били на свом тренингу на другој локацији када је дошло до пуцњаве. Окупили су се заједно на терену да се помоле за повређене.
Председник Трамп се обратио нацији рекавши: „Дубоко смо ожалошћени овом трагедијом. Наше мисли и молитве су са члановима Конгреса, њиховим особљем, полицијом Капитола, онима који први реагују и свим осталима који су погођени“. Он и његова супруга Меланија Трамп посетили су Скализа и Гринера у болници. Док су били у болници, Трампови су разговарали са Скализовом породицом и са Гринеровом и њеним супругом. Трамп је 27. јула 2017. одликовао медаљом за храброст службеника јавне безбедности петорицу полицајаца који су повређени у пуцњави.
Председавајући Представничког дома САД Пол Рајан обратио се Представничком дому америчког Конгреса пре њихове поподневне седнице и рекао: „Напад на једног од нас је напад на све нас“. Чланови обе странке су аплаудирали на његове речи. Бивша представница Габи Гифордс, која је преживела пуцњаву у Тусону 2011. године, написала је твит који је гласио „Моје срце је са мојим бившим колегама, њиховим породицама и особљем, и полицијом Капитола САД - јавним службеницима и херојима данас и сваког дана."
Неколико сати након пуцњаве, сенатор Берни Сандерс је у сенату САД-а одговорио на вест да је Хоџкинсон био волонтер у кампањи за његову трку на председничким изборима у САД 2016, осуђујући напад и рекавши да је насиље "недопустиво".
Реакције на напад међу политичким активистима биле су подељене. Неки либерали, као што је гувернер Вирџиније Тери Меколиф, позивали су на строже законе о контроли оружја, док су неки републиканци, попут Криса Колинса, кривили демократску реторику против Трампа. Неки активисти су кривили растућу националну политичку поларизацију, како је известио Pew Research Center, за изазивање пуцњаве.

## Повећана продаја карата
Лидери Конгреса најавили су поподне 14. јуна да ће се Конгресна утакмица бејзбола, која се игра у добротворне сврхе, одржати према распореду следећег дана.
Годишње утакмице обично су правлачиле публику од око 10.000 људи, али након пуцњаве продато је више од 20.000 карата, што је донело више од једног милиона долара у добротворне сврхе. Дејвид Бејли, један од двојице полицајаца Капитол који су повређени у пуцњави, извео је почетни ударац. Ослањајући се на штаке због повреде, добио је овације од стране 24.959 људи у Национал Парку. Многи играчи обе стране носили су капе Универзитета Луизијане уз своје дресове као почаст Скализу. Демократски тим победио републикански са 11–2, али су позајмили трофеј републиканцима док се Скализ не опорави.